# 平壤鐵道大學
平壤鐵道大學，原名平壤運輸大學，是朝鲜民主主义人民共和国的一所国立大学，成立於1959年。

## 簡介
平壤鐵道大學建立于1959年。主要目的是培養鐵路運輸的技術人員，成立初期，只設有包括「鐵路營運系」及「運輸建設系」等4個學系、6所實驗室及約100位教師。在1969年1月改稱現在的名稱，並加設了「鐵路機械工程系」及「鐵路建設系」等5個學系；又新設有「再培訓部」、「函授部」（它設有專用教學列車，川行各地進行教學活動）、「博士院」及「科學研究所」等，新蓋了幾十棟實習室及實習工廠。
榮譽：約70%的教師擁有院士、教授、博士等優等學位，及「人民科學家」或「功勳科學家」等學銜；100多的位學生獲得了「大學生科學探求獎」；500多位學生被授予「候補碩士學位」後畢業； 
實習工廠：金鐘泰電力機車廠及6月4日車輛廠。
學術交流：它跟中華人民共和國的北京交通大學及俄羅斯的鄂木斯克國立交通綜合大學（Omsk State University of Transport）等外國大學有學術交流活動。 

## 院系
平壤铁道大学下辖铁路运营、铁路机械、铁路建设、电气化铁路等多个院系。